# Sceloporus minor
Sceloporus minor (мала колюча ігуана) — вид ігуаноподібних ящірок родини фриносомових (Phrynosomatidae). Ендемік Мексики. 

## Підвиди
Виділяють чотири підвиди:
- Sceloporus minor cyaneus Treviño-Saldaña, 1988;
- Sceloporus minor erythrocyaneus Mertens, 1950;
- Sceloporus minor immucronatus Smith, 1936;
- Sceloporus minor minor Cope, 1885.

## Поширення і екологія
Малі колючі ігуани поширені від півночі Сакатекасу до сходу Агуаскальєнтесу, півночі Нуево-Леону і південного заходу Тамауліпасу та на південь до центру Сан-Луїс-Потосі, півночі Гуанахуато, півдня Керетаро і півночі центрального Ідальго. Вони живуть в первинних і вторинних сосново-дубових лісах, в дубових лісах, в сухих чагарникових заростях та поблизу сільськогосподарських угідь. Зустрічаються на висоті від 1800 до 2940 м над рівнем моря. Живляться комахами. Живородні, самиці народжують від 3 до 11 дитинчат.